# Tyerek (folyó)
A Tyerek (Terek) a Kaukázusban eredő, és a Kaszpi-tengerbe torkolló folyó.

## Leírása

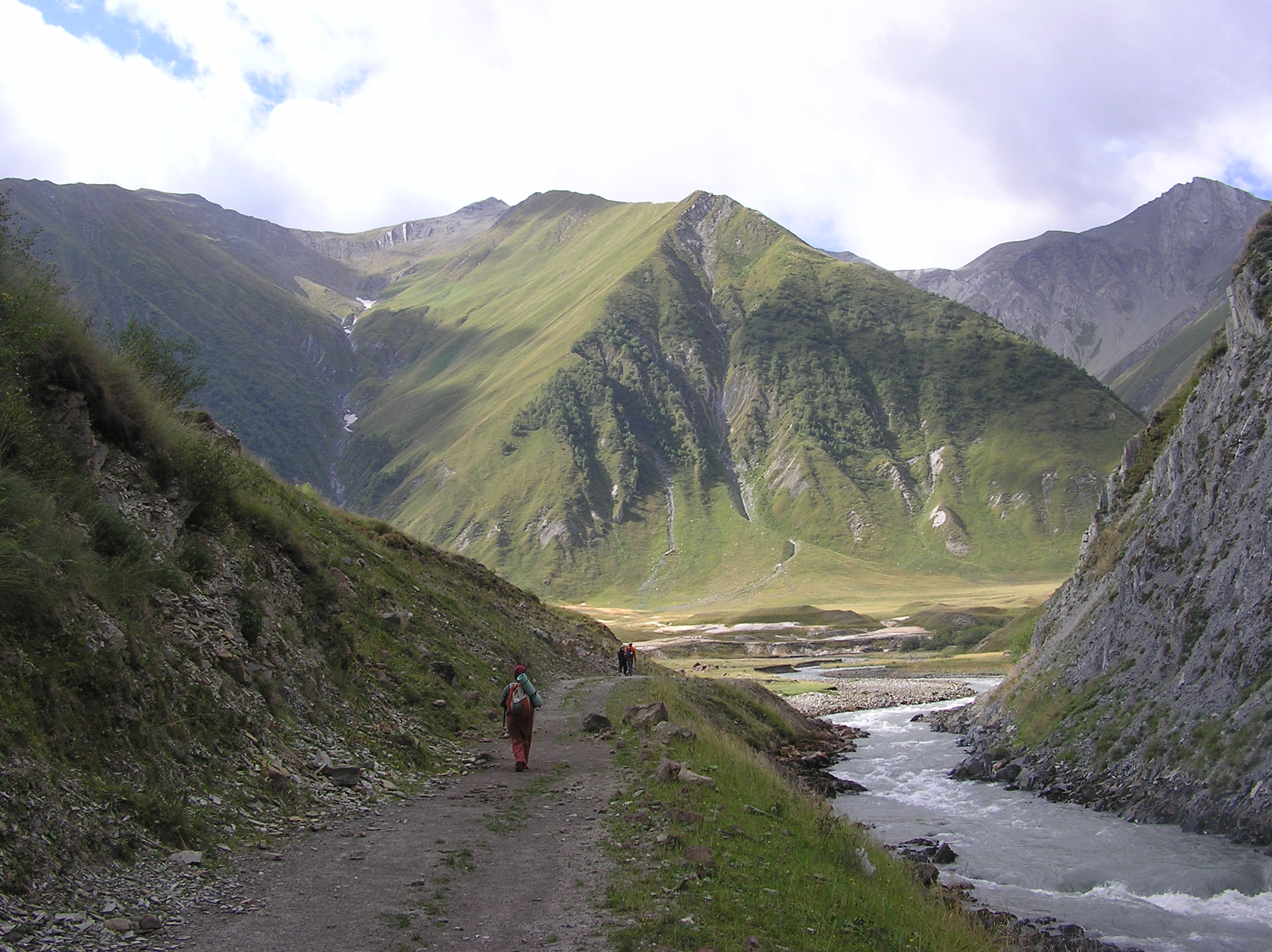
A Tyerek folyó Grúziában

A Tyerek 616 kilométer hosszú folyó Oroszország és Grúzia határvidékén, a Kaukázusban. A Tyerek Aragva néven a Kazbek, a Kaukázus fő gerince és ez utóbbit az északi mellékágával összekötő hegylánc által körülfogott Truszo nevű hegyszakadék gleccsereiből ered.
A folyó Kargalinszkaja alatt elágazik, a fő ágai: a Kizljar várost átszelő Öreg-Tyerek és a legdélibb ág Új-Tyerek. Ez utóbbi a Kaszpi-tenger Ucs nevű földnyelve által alkotott Agrahan-öbölbe torkollik. A torkolat környéke mélyebben fekszik, mint a víz felszíne, ezért áradásai ellen nagy töltésekkel védekeznek.

## Nagyobb mellékfolyói
- bal oldali mellékfolyói: Ardon, Uruh és a Malka a Bakszannal
- jobb oldali mellékfolyói: Szunzsa az Asszával és az Argun.

A folyó Kaszpi-tenger felől 410 kilométer hosszúságban kisebb hajók által hajózható. Vízkörnyéke 59,707 km².
A Tyerek mentét követte egykor a Tyerek-vonalnak vagy Tyerek-útnak nevezett grúziai hadi út északi része, amely a 13 kilométer hosszúságú Darjal-szoroson át vezetett. A szurdokot a Tyerek folyó vájta ki, eredeti gránitfalai néhány helyen elérik az 1800 méter magasságot is. Az itt vezető hadiutat a hágóig kisebb erődítmények védték, köztük Vlagyikavkaz is.